# Euorodalus rarus
Euorodalus rarus är en skalbaggsart som beskrevs av S. Endrödi 1964. Euorodalus rarus ingår i släktet Euorodalus och familjen Aphodiidae. Inga underarter finns listade i Catalogue of Life.